# Ray Lovelock
Ray Lovelock (* 19. Juni 1950 in Rom; † 10. November 2017 in Trevi) war ein italienischer Schauspieler.

## Leben
Der Sohn eines englischen Vaters wurde bereits zu Schulzeiten für Rollen in Werbefilmen, für Fotoromane und als Statist gebucht; in der Band von Tomás Milián machte er musikalische Erfahrungen – es existiert eine Single –, als er 1967 durch diese Bekanntschaft seine erste große Filmrolle (in Se sei vivo, spara) erhielt. Von da an entwickelte er sich zunächst zum jugendlichen Helden zahlreicher Genrefilme, unter denen Mitte der 1970er Jahre etliche Poliziotteschi zu verzeichnen sind, und später zum Charakterdarsteller auch in ambitionierten Filmprojekten. Seit 1980 arbeitete Lovelock auch zunehmend für Fernsehserien, in denen er bis zuletzt aktiv war. Seine Werkliste umfasst mehr als 80 Titel. Auf der Bühne war er u. a. in Arthur Millers Der letzte Yankee zu sehen.
Neben seinen schauspielerischen Tätigkeiten erschienen 1969 zwei weitere Singles; auch auf dem Soundtrack zu La settima donna ist er zu hören.

## Filmografie (Auswahl)
- 1967: Töte, Django (Se sei vivo spara)
- 1968: Die Banditen von Mailand (Banditi a Milano)
- 1968: Der Coup der 7 Asse (Sette volte sette)
- 1968: Häschen in der Grube
- 1971: Anatevka (The Fiddler on the Roof)
- 1971: Deadly Trap (Un posto ideale per uccidere)
- 1972: Russischer Sommer (Un uomo)
- 1974: Der Berserker (Milano odia: la polizia non può sparare)
- 1974: Die gnadenlose Jagd (Squadra volante)
- 1974: Das Leichenhaus der lebenden Toten (Non si deve profanare il sonno dei morti)
- 1975: Komm, wir machen Liebe (La moglie vergine)
- 1975: Verdammte, heilige Stadt (Roma violenta)
- 1976: Eiskalte Typen auf heißen Öfen (Uomini si nasce poliziotti si muore)
- 1976: Tote pflastern seinen Weg (Pronto ad uccidere)
- 1977: Gangbuster (L’avvocato della mala)
- 1978: Die große Offensive (Il grande attacco)
- 1978: Oben ohne, unten Jeans (Avere vent’anni)
- 1979: Entschuldigen Sie, sind Sie normal? (Scusi, lei è normale?)
- 1979: Nur drei kamen durch (Contro 4 bandiere)
- 1980: Patriot ohne Vaterland (L’ebreo fascista)
- 1984: Murder Rock (Murderock uccide a passo di danza)
- 1986: Entführt (A viso coperto)
- 1986: Mino – Ein Junge zwischen den Fronten (Mino) (Fernsehfilm)
- 1990: Allein gegen die Mafia Staffel 5 (La piovra 5 – Il cuore del problema)
- 1993: Mord in der Toskana (Delitti privati) (Fernseh-Miniserie)
- 1994: Leben auf Zeit (Vite a termine)
- 1997: Verwirrung des Herzens (Dove comincia il sole) (Fernsehserie)
- 1997: La vuelta de El Coyote
- 2000–2001: Mein Partner auf vier Pfoten (Turbo) (Fernsehserie)
- 2005: Caterina e le sue figlie (Fernsehserie)